# Alan Curbishley
Alan Curbishley, właśc. Llewellyn Charles Curbishley (ur. 8 listopada 1957 w Londynie) – angielski piłkarz i trener piłkarski. Od 1995 do 2006 roku był szkoleniowcem Charlton Athletic, który dwukrotnie wprowadził do Premiership. Jego nazwisko wymieniane było wśród głównych kandydatów na selekcjonera reprezentacji Anglii po mistrzostwach świata 2006.

## Kariera piłkarska
Zaczynał przygodę sportową w West Ham United. Później grał w klubach z niższych lig – Birmingham City, Aston Villi, Brighton & Hove Albion oraz Charlton Athletic, w którym rozpoczynał także pracę szkoleniową. Piłkarską karierę zakończył w 1991 roku w wieku trzydziestu czterech lat.
- 1973-79 – West Ham United
- 1979-83 – Birmingham City
- 1983-84 – Aston Villa
- 1984-87 – Charlton Athletic
- 1987-90 – Brighton & Hove Albion
- 1990-91 – Charlton Athletic

## Kariera szkoleniowa
Przez rok był grającym asystentem Lenniego Lawrence'a, a po jego odejściu w 1991 roku do Middlesbrough FC wraz z Steve'em Grittem przejął obowiązki pierwszego trenera. Szkoleniowy duet pracował razem do 1995 roku.
Początki samodzielnej pracy Curbishleya nie były łatwe – zespół corocznie musiał walczyć o utrzymanie w drugiej lidze. W sezonie 1997–98 Charlton awansował po kilkudziesięcioletniej przerwie do Premiership, w której jednak nie udało mu się utrzymać. Po raz kolejny pojawił się w elicie w 2000 roku i jest w niej obecny do roku 2008. W sezonie 2000–01 Charlton zajął w tabeli dziewiąte miejsce, a w następnych – czternaste, dwunaste, siódme (najlepsze od lat 50.) i jedenaste w rozgrywkach 2004–05. W maju 2006 roku po jedenastu latach pracy pożegnał się z drużyną, którą prowadził w ponad siedmiuset meczach.
- 1990–1991: Charlton Athletic, grający asystent Lenniego Lawrence'a
- 1991–1995: Charlton Athletic, wspólnie ze Steve'em Grittem
- 1995–2006: Charlton Athletic
- 2006–2008: West Ham United

## Sukcesy szkoleniowe
- awans do Premiership w sezonach 1997–1998 i 1999–2000 oraz ćwierćfinał Pucharu Anglii 1994 z Charlton Athletic